# 테르모클라디움 모데스티우스
테르모클라디움 모데스티우스는 테르모클라디움속에 속하는 한 종이다.